# Drei-Länder-Meisterschaft 2020
Die 3. Drei-Länder-Meisterschaft waren am 25. Oktober 2020 im luxemburgischen Diekirch geplant. Im Rahmen dieses Wettbewerbs sollten die U23-Meisterschaften im Straßenrennen von Deutschland, Luxemburg und der Schweiz gemeinsam ausgetragen werden.
Die U23-Meisterschaft war auf einem Rundkurs geplant, auf dem 2011 bereits die luxemburgischen Straßenmeisterschaften ausgetragen wurden. Ausrichtender Verein ist der VC Diekirch.
Ursprünglich war die Meisterschaft zunächst für den 13. Juni 2020 geplant. Wegen der COVID-19-Pandemie sagte der Weltradsportverband UCI am 15. April alle internationale Rennen bis zum 1. Juli ab. Gegebenenfalls sollte die Drei-Länder-Meisterschaft zu einem späteren Zeitpunkt nachgeholt werden. Als neues Datum wurde Ende April 2020 das erste Wochenende im August bekannt gegeben, unter der Voraussetzung, dass bis zu dahin die Austragung von Radsportveranstaltungen in Luxemburg wieder möglich ist und die Reisebestimmungen in Deutschland und der Schweiz eine Teilnahme ermöglichen.
Am 20. Juli 2020 wurde bekannt gegeben, dass der Termin am 2. August wegen der Einstufung des Landes Luxemburg als Risikogebiet nicht eingehalten werden. Ob die Meisterschaft erneut nur verschoben oder für 2020 ganz abgesagt werden, müsse noch geprüft werden. Im Oktober wurde die Meisterschaft endgültig abgesagt.